# UMF Stjarnan
UMF Stjarnan (isländisch Ungmennafélagið Stjarnan, deutsch: Jugendverein Stjarnan) ist ein isländischer Sportverein aus Garðabær, einer Gemeinde an der südlichen Peripherie von Reykjavík.

## Geschichte
Der Verein wurde 1960 gegründet.

## Fußball (Männer)
Die Männerabteilung spielte zuletzt 1997 in der ersten isländischen Liga (damals Landsbankadeild) und schaffte 2006 den Wiederaufstieg in die zweithöchste isländische Spielklasse. 2008 gelang den Herren der Aufstieg und so spielt man seit 2009 wieder erstklassig. Bekannt wurde der Verein im Jahre 2010, als er durch spezielle Torjubel im Internet auf große Resonanz traf. 2014 schaffte das Team den Sprung in die Playoffs der UEFA Europa League, wo man Inter Mailand nach einem 0:3 zuhause auch auswärts mit 0:6 unterlag. Im Oktober 2014 wurde die Männermannschaft erstmals isländischer Meister der Besta deild, 2018 dann Pokalsieger und 2015 und 2019 Gewinner des Superpokals.

### Erfolge
- Isländischer Meister: 2014
- Isländischer Pokalsieger: 2018
- Isländischer Superpokalsieger: 2015, 2019

### Europapokalbilanz
| Saison  | Wettbewerb                    | Runde                  | Gegner              | Gesamt | Hin     | Rück          |
| ------- | ----------------------------- | ---------------------- | ------------------- | ------ | ------- | ------------- |
| 2014/15 | UEFA Europa League            | 1. Qualifikationsrunde | Bangor City         | 8:0    | 4:0 (H) | 4:0 (A)       |
| 2014/15 | UEFA Europa League            | 2. Qualifikationsrunde | FC Motherwell       | 5:4    | 2:2 (A) | 3:2 n. V. (H) |
| 2014/15 | UEFA Europa League            | 3. Qualifikationsrunde | Lech Posen          | 1:0    | 1:0 (H) | 0:0 (A)       |
| 2014/15 | UEFA Europa League            | Play-offs              | Inter Mailand       | 0:9    | 0:3 (H) | 0:6 (A)       |
| 2015/16 | UEFA Champions League         | 2. Qualifikationsrunde | Celtic Glasgow      | 1:6    | 0:2 (A) | 1:4 (H)       |
| 2018/19 | UEFA Europa League            | 1. Qualifikationsrunde | FC Nõmme Kalju      | 3:1    | 3:0 (H) | 0:1 (A)       |
| 2018/19 | UEFA Europa League            | 2. Qualifikationsrunde | FC Kopenhagen       | 0:7    | 0:2 (H) | 0:5 (A)       |
| 2019/20 | UEFA Europa League            | 1. Qualifikationsrunde | FC Levadia Tallinn  | 4:4    | 2:1 (H) | 2:3 (A)       |
| 2019/20 | UEFA Europa League            | 2. Qualifikationsrunde | Espanyol Barcelona  | 1:7    | 0:4 (A) | 1:3 (H)       |
| 2021/22 | UEFA Europa Conference League | 1. Qualifikationsrunde | Bohemians Dublin    | 1:4    | 1:1 (H) | 0:3 (A)       |
| 2024/25 | UEFA Conference League        | 1. Qualifikationsrunde | Linfield FC         | 4:3    | 2:0 (H) | 2:3 (A)       |
| 2024/25 | UEFA Conference League        | 2. Qualifikationsrunde | Paide Linnameeskond | 2:5    | 2:1 (H) | 0:4 (A)       |

Gesamtbilanz: 24 Spiele, 8 Siege, 3 Unentschieden, 13 Niederlagen, 30:52 Tore (Tordifferenz −22)

## Fußball (Frauen)
Die Frauen von Stjarnan Garðabær spielten 2006 in der höchsten Spielklasse Pepsideild kvenna und wurden 2011 erstmals isländischer Meister. 2013, 2014 und 2016 wurden die Frauenfußballerinnen erneut Meister der Pepsideild kvenna.

## Handball
Im Verein wird auch Handball gespielt. Die Frauen waren 1991, 1995, 1998, 1999, 2007, 2008 und 2009 isländischer Meister sowie 1989, 1996, 1998, 2005, 2008, 2009, 2016 und 2017 Pokalsieger. Die Männer gewannen 1987, 1989, 2006 und 2007 den Pokal.
Zu den bekannten Spielern gehörten Ágústa Edda Björnsdóttir, Árni Þór Sigtryggsson, Bjarki Már Gunnarsson, Dmitri Filippow, Gústaf Bjarnason, Ólafur Gústafsson, Rakel Dögg Bragadóttir, Sigurður Bjarnason, Sveinbjörn Pétursson, Þorgerður Anna Atladóttir, Þórir Ólafsson und Eduard Moskalenko.